# Gaiba
Gaiba là một đô thị ở tỉnh Rovigo ở vùng Veneto của Ý, có khoảng cách khoảng 80 km về phía tây nam của Venezia và khoảng 25 km về phía tây nam của Rovigo. Tại thời điểm ngày 31 tháng 12 năm 2004, đô thị này có dân số 1.134 người và diện tích là 12,1 km².
Đô thị Gaiba có các frazioni (các đơn vị cấp dưới, chủ yếu là các làng) Borgata Canova, Fortini, Nuova, Surchio, và Tommaselle.
Gaiba giáp các đô thị: Bagnolo di Po, Ferrara, Ficarolo, Stienta.